# Serinchamps
Serinchamps (en wallon Strintchamp) est une section de la ville belge de Ciney située en Région wallonne dans la province de Namur. 
C'était une commune à part entière avant la fusion des communes de 1977.
Le village est bâti en bordure de la province de Luxembourg et est traversé par le Vachaux, un affluent de la Lesse.

## Géographie
Serinchamps est situé à 26,5 km de Dinant et à 10,5 km de Rochefort. Le sol est schisteux et très accidenté. Les hameaux de Haversin, Haid et Les Basses faisaient partie de Serinchamps. Avec lui ils furent rattachés à la commune de Ciney. 

### Hydrologie
Le village est traversé par le Vachaux, un affluent de la Lesse.

## Évolution démographique
- Source: DGS, 1831 à 1970=recensements population, 1976= habitants au 31 décembre

## Histoire
Lors de la Seconde Guerre mondiale, au cours de la Bataille de France, le 12 mai 1940, les Allemands du Kradschützen-Bataillon 7 (unité de la 7e Panzerdivision d'Erwin Rommel) tentent d'entrer dans Serinchamps, mais elle est défendue par des Français du 14e régiment de dragons portés. Dans la journée, la ville sera aux mains des Allemands.

## Patrimoine et culture

### Patrimoine architectural
- Église de la Sainte-Trinité de Serinchamps.
- Château de Haversin.

## Sports, activités et vie associative

### Activités
Le village est traversé par le chemin de grande randonnée 577 (GR 577).